# Crisia kerguelensis
Crisia kerguelensis is een mosdiertjessoort uit de familie van de Crisiidae. De wetenschappelijke naam van de soort is voor het eerst geldig gepubliceerd in 1876 door Busk.